# پم‌باک
پیکره دانش مدیریت پروژه (به انگلیسی: Project Management Body of Knowledge) مجموعه‌ای از واژگان، راهنما و دستورالعمل‌ها برای مدیریت پروژه است که مؤسسه مدیریت پروژه آن را تدوین و ارائه نموده است. این پیکره دانشی به‌مرور زمان تکامل یافته و در حال حاضر به عنوان کتاب " راهنما برای پیکره دانش مدیریت پروژه " شناخته می‌شود و مورد استفاده است. ویرایش ششم این دستورالعمل در سال ۲۰۱۷ منتشر شد. 
پم باک همچنین با مفهوم مدیریت به معنای کلی آن نیز همپوشانی دارد زیرا هر دو شامل طرح‌ریزی، سازمان‌دهی، نیروی انسانی، اجرا و کنترل عملیات سازمانی است. پم‌باک در بقیه رشته‌های مدیریت هم‌چون پیش‌بینی‌های مالی، رفتار سازمانی، علوم مدیریت، بودجه‌بندی و سایر روشگان برنامه‌ریزی، مشابهت و همپوشانی دارد.

## تاریخچه
اولین نسخه‌های پم‌باک را مؤسسه استانداردهای ملی آمریکا و همین‌طور مؤسسه مهندسان برق و الکترونیک به عنوان استاندارد به رسمیت شناختند.
روند تکامل پم باک در ویرایش‌های مختلف کتاب راهنمای آن نمود دارد. اولین راهنمای آن در سال ۱۹۹۶ توسط مؤسسه مدیریت پروژه منتشر شد. نوشتن این اسناد بر اساس کاغذ سفیدی که در سال ۱۹۸۳ به نام «اصول اخلاقی، استاندارد، کمیته اعتباربخشی گزارش نهایی» منتشر شد، بود. ویرایش دوم راهنمای پم باک در سال ۲۰۰۰ منتشر شد.

در سال ۲۰۰۴ ویرایش سوم پم‌باک با تغییرات عمده‌ای نسبت به ویرایش قبل منتشر شد. ویرایش چهارم در سال ۲۰۰۸ منتشر شد. ویرایش پنجم در سال ۲۰۱۳ منتشر شد. همچنین آخرین نسخه راهنمای پم باک (ویرایش ششم) در سپتامبر سال ۲۰۱۷ ، منتشر شد. در سال 2021 نسخه 7 ام این PMBOK منتشر شد. 
.

## هدف
پم‌باک طبق توضیح داده‌شده در راهنمای آن برای "زیرمجموعه‌ای از پیکره دانش مدیریت پروژه در نظر گرفته‌شده است. با کاربرد دانش، مهارت، ابزارها و فن‌های موجود در پم‌باک می‌توان شانس موفقیت بسیاری از پروژه‌ها را بهبود داد. این بدین معناست که آخرین روند مدیریت پروژه که اغلب به‌وسیله مشاوران ترویج می‌شود، به‌طورمعمول بخشی از پم باک نیست.
راهنمای پم‌باک اغلب به‌عنوان پشتیبانی برای تهیه گواهی‌های ارائه‌شده توسط «مؤسسه مدیریت پروژه» (مانند PMP و CAMP) استفاده می‌شود.

## محتوای استاندارد
راهنمای پم‌باک فرایند مبنا است، به این که روند تکمیل کارها فرایند محور است. این شیوه با دیگر شیوه‌های مدیریتی استاندارد مانند ایزو ۹۰۰۰ و سی‌ام‌ام‌آی متعلق به مؤسسه مهندسی نرم‌افزار همسان است. فرایندها در طول یک پروژه با فازهای متفاوت آن همپوشانی و تعامل دارند. فرایندها در بخش‌های زیر توصیف می‌شوند.
- ورودی‌ها: مستندات، طرح، برنامه و غیره
- ابزارها و فن‌ها: مکانیسم اعمال‌شده به ورودی
- خروجی‌ها: مستندات، طرح، برنامه و غیره

یک راهنمای پیکره مدیریت پروژه - ویرایش پنجم دستورالعمل‌هایی برای مدیریت پروژه‌های فردی و توضیح مفاهیم مربوط به مدیریت پروژه تهیه‌کرده‌است. این دستورالعمل همچنین چرخه حیات مدیریت پروژه و روندهای مرتبط با آن و همچنین چرخه حیات پروژه را توضیح می‌دهد.
پم باک به ۴۷ روند شناخته‌شده، ۵ گروه روندی پایه و ۱۰ محدوده دانش دسته‌بندی شده‌است.

### گروه‌های فرایندی
گروه‌های فرایندی، فرایندهای پم‌باک را بر اساس توالی مفهومی آن‌ها دسته‌بندی می‌کنند. در پم‌باک ۵ گروه فرایندی وجود دارد:
- گروه فرایندی آغازش، که برخی کارهای اولیه که برای شروع پروژه لازم هستند را انجام می‌دهد.
- گروه فرایندی برنامه‌ریزی، که برنامه‌ریزی پروژه را به عهده دارد.
- گروه فرایندی اجرا، که اجرای برنامه‌های پروژه را به عهده دارد.
- گروه فرایندی نظارت و کنترل، که مطابقت اجرا و برنامه را ارزیابی می‌کند.
- گروه فرایندی خاتمه، که برخی کارهای پایانی پروژه را انجام می‌دهد.

### حوزه‌های دانش
دومین دسته‌بندی فرایندها بر اساس حوزه‌های دانش است. حوزه‌های دانش فرایندها را بر اساس نوع مهارتی که نیاز دارند تقسیم می‌کنند.
حوزه‌های دانش پم‌باک نسخه پنجم به شرح زیر می‌باشد:
1. حوزه دانش مدیریت یکپارچگی پروژه: فعالیت‌ها و فرایندهایی که برای شناسایی، تعریف، ترکیب، متحد کردن، هماهنگ کردن فرایندهای متفاوت و فعالیت‌های مدیریت پروژه در گروه فرایندهای مدیریت پروژه، نیاز است.
2. حوزه دانش مدیریت محدوده پروژه: فرایندهایی که برای اطمینان از اینکه پروژه شامل همه‌کاره‌ای موردنیاز است؛ و تنها کاری که برای تکمیل پروژه با موفقیت موردنیاز است.
3. حوزه دانش مدیریت زمان پروژه: فرایندهایی که برای مدیریت به اتمام رسیدن به‌موقع پروژه موردنیاز است.
4. حوزه دانش مدیریت هزینه پروژه: فرایندهایی که در طرح‌ریزی، سنجش، بودجه‌بندی، تأمین و منابع مالی و کنترل هزینه‌ها درگیر هستند، باعث می‌شود که پروژه با بودجه مصوب تکمیل شود.
5. حوزه دانش مدیریت کیفیت پروژه: فرایندها و فعالیت‌های انجام سازمانی که سیاست‌های کیفیت، اهداف، مسئولیت‌ها را ارزیابی می‌کند، به‌طوری‌که نیازها برای انجام شد پروژه را برآورده می‌کند.
6. حوزه دانش مدیریت منابع انسانی پروژه: فرایندهای سازمان‌دهی، مدیریت و رهبری گروه.
7. حوزه دانش مدیریت ارتباطات پروژه: فرایندهایی که برای برنامه‌ریزی به‌موقع و مناسب، گردآوری، ایجاد، توزیع، ذخیره و بازیابی، مدیریت، کنترل، نظارت و وضع نهایی اطلاعات پروژه نیاز است.
8. حوزه دانش مدیریت ریسک پروژه: فرایندهایی برای طرح‌ریزی مدیریت ریسک در پروژه، شناسایی، تحلیل، برنامه‌ریزی پاسخ و کنترل ریسک در پروژه نیاز است.
9. حوزه دانش مدیریت تدارکات پروژه: فرایندهای لازم برای خرید یا تهیه محصولات، خدمات، یا نتایج موردنیاز از خارج از گروه پروژه. فرایندها در این زمینه عبارت‌اند از برنامه‌ریزی تدارکات، برنامه‌ریزی درخواست، درخواست، انتخاب منابع، مدیریت قرارداد و خاتمه قرارداد.
10. حوزه دانش مدیریت ذینفعان پروژه: فرایندهایی که برای شناسایی کلیه افراد یا سازمان‌های تحت تأثیر پروژه، تحلیل انتظارات سهامداران و تأثیر آن بر پروژه، توسعه استراتژی مدیریت مناسب برای مؤثر درگیر شدن سهامداران در تصمیمات و اجرای پروژه نیاز است.

هرکدام از این ده محدوده دانش شامل فرایندهایی است که برای انجام پروژه در نظم و انضباط برای دستیابی به مدیریت پروژه‌ای مؤثر، نیاز است. هرکدام از این فرایندها با دسته‌بندی دریکی از گروه‌های پنج‌گانه فرایندی، منجر به ایجاد یک ساختار ماتریس می‌شود، به‌طوری‌که هر فرایند می‌تواند به یک محدوده دانش و گروه فرایندی مرتبط شود.

### پم‌باک یک متدولوژی است یا استاندارد؟
یکی از اشتباهاتی که اغلب مدیران و علاقمندان به این حوزه در رابطه با پم‌باک دارند، اشتباه میان دو مفهوم استاندارد و متدولوژی است.
بهتر است ابتدا تعریفی از این دو مفهوم داشته باشیم و بعد مشخص کنیم پمباک دقیقا چیست.
استاندارد عبارت است از سندی که مطالب و گام‌های آن بارها مورد آزمایش و راستی آزمایی قرار گرفته است و صحت آن توسط جمعی از متخصصین تایید شده است. 
متدولوژی مسیری است که شما خود با توجه به تجربیات و مطالعاتی که دارید به آن می‌رسید. یکی از راه‌های رسیدن به متدولوژی استفاده از استاندارد است. پم‌باک یک استاندارد است و شما برای رسیدن به متدولوژی می‌توانید از آن استفاده کنید.
متدولوژی مسیری است که برای رسیدن به اهداف پروژه باید بپیمایید و معمولا در هر پروژه با پروژه دیگر متفاوت است چون شرایط و مختصات هر پروژه‌ای منحصربفرد است.